# Gádoros
Gádoros nagyközség Békés vármegye Orosházi járásában.

## Fekvése
A megye nyugati szélén, Orosházától északra fekvő település. Legközelebbi szomszédjai keletről a 6 kilométerre fekvő Nagyszénás, északnyugatról pedig a már Csongrád-Csanád vármegye Szentesi járásához tartozó, légvonalban hasonló távolságra lévő, de közúton kicsit hosszabb útvonalon megközelíthető Eperjes. Közigazgatási területe emellett dél-délkelet felől határos Orosházával, délnyugatról pedig Árpádhalommal is.

### Megközelítése

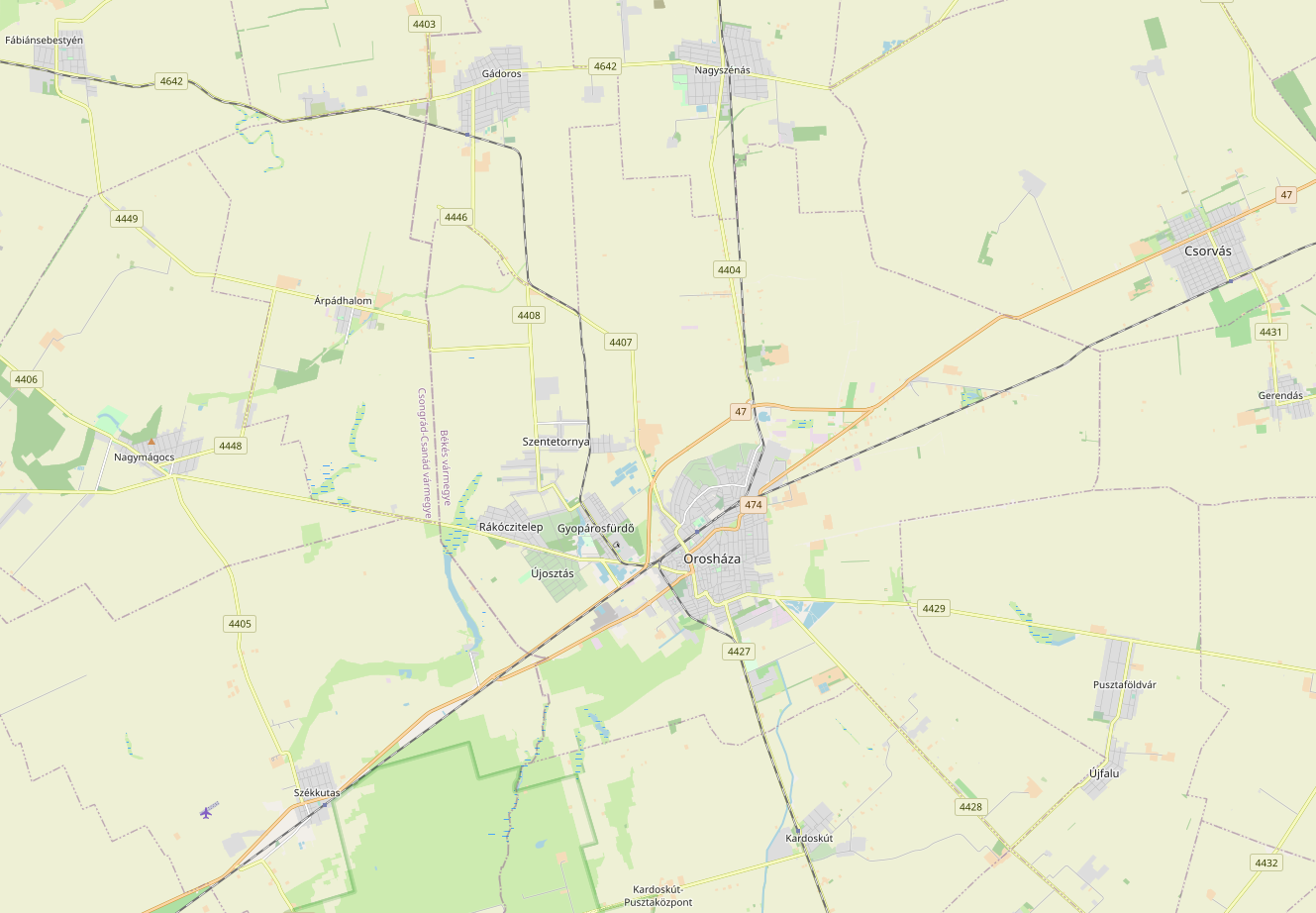
A község Orosháza környéke térképén

A településen kelet-nyugati irányból a Gyomaendrődöt (és 46-os főutat) Szentessel és a 45-ös főúttal összekötő 4642-es út halad végig, ezen érhető el az előbb említett városok és főutak felől. A megyeszékhely Békéscsaba irányából két, közel azonos hosszúságú útvonalon is elérhető, vagy Kondoros, vagy Csorvás érintésével, Budapest irányából pedig Szarvas érintésével, Nagyszénáson keresztül. Orosházával a 4407-es, Eperjessel a 4403-as út köti össze a községet; érinti még a területét a 4446-os út, illetve a határszélén indul a 4408-as út is.
Megközelíthető a település vasúton is, a MÁV 147-es számú Kiskunfélegyháza–Orosháza-vasútvonalán; Gádoros vasútállomás a vasútvonalon Újváros megállóhely és Justhmajor megállóhely között található, fizikailag a település belterületének déli csücskén helyezkedik el. Közúti elérését a 4407-es útból nyugatnak kiágazó 44 307-es számú mellékút teszi lehetővé.

## Története
Gádoros a mai település melletti két Árpád-kori falu egyikének a neve volt. Közülük a késő középkorban egyik sem települt újra, de az Árpád-kori név máig megőrződött. 
A tatárok 1241-ben felégették.
Egy 1436-ból származó királyi adománylevél már említi, mint Gadoros-pusztát, neve a település ősi templomának előcsarnokára, gádorára utal.
1512-ben Szentetornyához tartozó puszta.
Az újratelepülés éve 1826. Báró dezséri Rudnyánszky Sándor ekkor kötött szerződést a földek megművelésére az orosházi és szentesi lakosokkal. 1901-ig a Bánfalva nevet használták. A néphagyomány szerint az odatelepülők megbánták döntésüket, az elnevezés tehát a bánat szóból ered. Mások szerint azonban egyszerűen Rudnyánszky báró nevezte el így új birtokát.
Justh Zsigmond író (1863–1894) síremlékét 1963-ban helyezték Gádorosra a Justh-majorból. Az író birtokán parasztszínházat alapított. A klasszikus és népszínműveket a birtokán élő és dolgozó parasztok adták elő.
Érdekesség, hogy ebben a temetőben nyugszik Udvardi Kossuth Lászlóné, aki Petőfi első szerelmének unokája volt.

## Közélete

### Polgármesterei
- 1990–1994: Fábri István (független)[5]
- 1994–1998: Fábri István (független)[6]
- 1998–2002: Dr. Prozlik László (Hagyományőrző és Faluszépítő Egyesület)[7]
- 2002–2006: Dr. Prozlik László (Hagyományőrző és Faluszépítő Egyesület)[8]
- 2006–2010: Dr. Prozlik László (Hagyományőrző és Faluszépítő Egyesület)[9]
- 2010–2014: Dr. Prozlik László János (Hagyományőrző Egyesület)[10]
- 2014–2019: Maronka Lajos (független)[11]
- 2019–2024: Dr. Szilágyi Tibor (független)[12]
- 2024– : Dr. Szilágyi Tibor (Fidesz)[1]

## Népesség
A település népességének változása:
| Lakosok száma | 3642 | 3548 | 3481 | 3181 | 3250 | 3224 | 3271 |
|               | 2013 | 2014 | 2015 | 2021 | 2022 | 2023 | 2024 |

2001-ben a település lakosságának 99%-a magyar, 1%-a cigány nemzetiségűnek vallotta magát.
A 2011-es népszámlálás során a lakosok 88,4%-a magyarnak, 2,8% cigánynak, 0,2% németnek, 0,2% románnak mondta magát (11,5% nem nyilatkozott; a kettős identitások miatt a végösszeg nagyobb lehet 100%-nál). A vallási megoszlás a következő volt: római katolikus 30,6%, evangélikus 5,9%, református 3,4%, felekezeten kívüli 39% (20,4% nem nyilatkozott).
2022-ben a lakosság 91,6%-a vallotta magát magyarnak, 1,9% cigánynak, 0,3% németnek, 0,3% szerbnek, 0,2% románnak, 0,1-0,1% bolgárnak, ruszinnak és szlováknak, 1,8% egyéb, nem hazai nemzetiségűnek (8,2% nem nyilatkozott; a kettős identitások miatt a végösszeg nagyobb lehet 100%-nál). Vallásuk szerint 24,4% volt római katolikus, 5,2% evangélikus, 3,1% református, 0,4% görög katolikus, 0,5% egyéb keresztény, 1,3% egyéb katolikus, 31,3% felekezeten kívüli (33,4% nem válaszolt).

## Nevezetességei
- Kisboldogasszony Katolikus Templom
- Evangélikus Templom
- Református Templom
- Justh Zsigmond Emlékkiállítás
- Pongó Emlékszoba
- Első világháborús emlékmű
- Második világháborús emlékmű
- 1956-os forradalom emlékműve
- Gádor emlékmű (1848-as forradalom)
- Millenniumi emlékmű
- Justh Zsigmond síremléke a temetőben
- A Deák utcában található a kis méretű zsidó temető, amelyet az 1800-as évek végétől az 1940-es évekig használt a helyi zsidó közösség. Az ezredfordulón a település és a békéscsabai zsidó hitközség összefogással felújíttatta, bekeríttette.

## Itt születtek, itt éltek
- Itt született Reök Iván földbirtokos, vízügyi mérnök, a Reök-palota építtetője 1855. május 25-én.
- Itt született Pongrácz Lajos (1884–1940) gyógyszerész, országgyűlési képviselő
- Okályi Iván  okleveles kertész, egyetemi tanár, a mezőgazdasági tudományok doktora itt született 1900. április 10-én.
- Itt született Wellesz Ella fotóművész 1910. június 9-én.
- Itt született G. Vass István levéltáros 1942. január 30-án.
- Nagy László kulturális menedzser itt született 1948. szeptember 8-án, meghalt 2023 április 25-én Szegeden.
- Itt született Szalai György súlyemelő 1951. február 14-én.
- Itt született Dr. Bottka Erzsébet (1953) címzetes táblabíró, törvényszéki tanácselnök.
- Itt élt egy híres család, nevezetesen a Békés család. Az idősebb  Bekes Józsefnek vegyeskereskedése volt az öregfaluban. Ma emléktábla őrzi nevét az épület falán. Három gyermeke közül Békés József író, dramaturg, a TV főmunkatársa lett, ő találta ki a Ki mit tud? című műsort is. Vass Márta (Bekes Iluska) újságíró lett a békéscsabai újságnál, Varga Virág (Bekes Boce) festőművész.
- Hidasi (Hulják) László (1893–1978) 42 évig volt Gádoros községi orvosa, „Gádoros történetének egyik legmegbecsültebb polgára”, akinek a tiszteletére 1993-ban, születésének száz éves évfordulójára mellszobrot avattak.[16] Hidasi Judit nyelvészprofesszor nagyapja.[17]